# 孫搴
孫搴字彥舉，是樂安人(今山東省濱州市東部、淄博市西北部、東營市南部及壽光市一帶)。
出生寒賤，少年时勵志勤學。与温子升齐名，有文才。温子升谦虚地表示自己“不如卿”，孙搴竟要他立誓沒撒谎。曾參与崔祖螭謀反，躲在王元景家中，遇赦乃出。侍中孙腾因同姓宗族的情分，将他推荐给高欢，最初不受重用。536年，高歡出征西魏，要李義深、李士略寫檄文，兩人都推辭，並力邀孫搴去寫檄文。高歡親自為他吹火，孫搴提筆立就，文辭甚美。高欢很賞識孙搴的文筆，任命为相府主簿，专門掌管草拟文书。孙搴还通晓鲜卑语，兼管宣传号令。後自檢校御史再遷國子助教。太保崔光引修國史。歷官行臺郎。
孫搴才識淺薄，邢卲曾勸他多讀書，孫搴對曰：“我精骑三千，足敌君羸卒数万。”孫搴身体素质不佳，常服“棘刺丸”以补身。大同二年（536年），司馬子如、高季式與孫搴劇飲，搴不幸醉死，享年五十二歲。高歡親臨其喪，司馬子如叩頭請罪。高歡曰：“折我右臂，仰覓好替還我。”於是司馬子如舉薦魏收，高季式舉薦陳元康，用來接替孫搴。

## 延伸阅读
[在维基数据编辑]
 《北齊書·卷24》，出自李百药《北齊書》
 《北史·卷055》，出自李延壽《北史》